# Palacio de Amarapura
El Palacio de Amarapura era un palacio real en la antigua capital de Amarapura en Birmania. 
El palacio fue construido a finales del siglo XIX y más tarde abandonado por el Palacio de Mandalay. Solo quedan ruinas hoy. Los visitantes británicos Colesworthy Grant describieron en 1855, que la sala de audiencias, también conocida como la Nan-dau, fue construida por Min Tharrawaddy hacia el año 1838. Los jardines se cree que cubrían un espacio de alrededor de medio kilómetro cuadrado. Una terraza de ladrillo elevado formó la parte inferior. La superestructura se hizo en madera y dorada. La longitud de la terraza era de unos 260 pies. En enero de 1857 Mindon Min arrebató el poder a su hermano el rey Pagan Min, y ordenó mudarse de Amarapura a Mandalay. Hoy en día las tumbas del rey Bodawpaya y Bagyidaw permanecen, así como partes del antiguo foso.